# Qazaxbəyli-gravfältet
Qazaxbəyli-gravfältet (azerbajdzjanska: Qazaxbəyli qəbiristanlığı) är en arkeologisk fyndplats från sen bronsålder och tidig järnålder, belägen nära byn Qazaxbəyli i Qazachdistriktet i västra Azerbajdzjan, på högra stranden av floden Ağstafaçay. Platsen dateras till cirka 700–600-talet f.Kr. och tillhör Xocalı-Gədəbəy-kulturens område. Genom beslut nr 132 av Azerbajdzjans ministerkabinett den 2 augusti 2001 upptogs platsen på listan över fasta historiska och kulturella monument av nationell betydelse (registreringsnummer 1237).

## Läge
Gravfältet ligger i den sydvästra utkanten av byn Qazaxbəyli, på högra stranden av floden Ağstafaçay, i ett område känt som "Təpəaltı" (lokalt även "Əziztəpə" eller "Eşşəktəpə"). Mer exakt ligger det på en liten höjd, cirka 354 meter över havet. Denna region ligger i övergångszonen mellan Kura-Arakslavlandet och bergsmassivet Lilla Kaukasus. Platsen kännetecknas av närhet till vatten och god utsikt över omgivningarna, vilket var en viktig faktor vid val av bosättnings- och gravplatser under forntiden. De många monumenten från brons- och järnåldern i Ağstafaçay-dalen vittnar om tät bosättning i regionen under forntiden.

## Historisk kontext och kulturell tillhörighet
Platsens datering, som omfattar första hälften av det 1:a årtusendet f.Kr., särskilt 700–600-talen, representerar en komplex övergångsperiod i Sydkaukasien. Denna period kännetecknades av omvandlingen av kulturer från sen bronsålder till kulturer från tidig järnålder. Under denna epok blev användningen av järn utbredd inom metallurgi, nya typer av vapen och verktyg dök upp, social differentiering fördjupades på grund av utvecklingen av hästavel, och defensiva cyklopmurar byggdes.
Qazaxbəyli-gravfältet kopplas, baserat på arkeologiskt material och gravskick, till Xocalı-Gədəbəy-kulturen. Denna kultur omfattade de västra regionerna av Azerbajdzjan samt bergs- och fotområdena i Lilla Kaukasus och existerade från cirka 1300/1200-talet till 700/600-talet f.Kr. Xocalı-Gədəbəy-kulturen kännetecknas av hällkistagravar, begravningar i stenkistor och kurganer (gravhögar) som innehåller kollektivgravar eller individuella begravningar. Det materiella arvet från denna kultur inkluderar svart och grå keramik med polerad yta, dekorerad med geometriska motiv, brons- och järnvapen (dolkar, svärd, spjutspetsar), bronsbälten samt olika smycken (armband, örhängen, dräktnålar, pärlor).

## Arkeologiska undersökningar

### Tidiga uppgifter och registrering
De första uppgifterna om det arkeologiska arvet i närheten av byn Qazaxbəyli härstammar från mitten av 1900-talet. En kort publikation av C. Ə. Xəlilov 1958 och en regional översikt av S. M. Qaziyev 1962 bekräftar existensen av en forntida nekropol i detta område. Under senare perioder infördes fyndplatsen i registret över arkeologiska platser i Azerbajdzjan och togs under statligt skydd.

### Räddningsutgrävningar 2019
I maj 2019, under arbete med att bredda vägsträckan Baku-Ələt-Qazach-Röda bron, som passerar genom byn Qazaxbəyli, upptäcktes gravar av en slump i Təpəaltı-området. På grund av detta genomförde Qazach-Tovuz arkeologiska expedition från Institutet för arkeologi och etnografi vid Azerbajdzjans nationella vetenskapsakademi (nu Institutet för arkeologi, etnografi och antropologi), under ledning av B. Cəlilov, F. Quliyev och Ş. Nəcəfov, brådskande räddningsutgrävningar. Under utgrävningarna undersöktes fem gravar i jordgropar.
Studien av de funna gravarna visade att de avlidna huvudsakligen begravdes i Hockerställning (armar och ben böjda mot magen), lagda på höger eller vänster sida. Även om gravarnas orientering varierade, var riktningarna öst-väst och nordväst-sydost dominerande. Detta gravskick är typiskt för många fyndplatser från Xocalı-Gədəbəy-kulturen.
I gravarna hittades följande gravgåvor:
Keramik: Lerkärl i svart och grått, välbrända, ofta med polerad yta. Bland formerna fanns bägare, krukor, skålliknande kärl och lock (inklusive karakteristiska "stucko"-lock med svampformade handtag). Ytan på vissa kärl var dekorerad med intryckta prickar, inristade linjer eller reliefmönster. Typologisk analys indikerar att keramiken dateras till slutet av 1000-talet – 700-talet f.Kr.
Metallföremål: Järndolkar (en av dem hittades fäst vid ett bälte), bronspilspetsar med två vingar, bronsnålar, troligen tillhörande kläder. Fynd av järnföremål bekräftar början på tidig järnålder.
Smycken: Flera rödaktiga pärlor av karneol hittades, troligen inflätade i hårflätor.

## Typologisk jämförelse av fynden
Materialet från Qazaxbəyli-gravfältet, inklusive keramikens former och ornamentik, metallföremål (järndolkar, bronspilspetsar) och gravskick (hockerställning, orientering), visar betydande likheter med andra samtida fyndplatser i Qazach-Gədəbəy-regionen, såsom Zəyəmçay nekropolu, Sarıtəpə, Babədərviş och andra platser från Xocalı-Gədəbəy-kulturen. Detta vittnar om att befolkningen i regionen vid den tiden följde enhetliga eller mycket likartade kulturella traditioner.

## Betydelse
Qazaxbəyli-gravfältet har betydande vetenskapligt värde för arkeologin och den äldre historien i Azerbajdzjans nordvästra regioner under perioden sen bronsålder – tidig järnålder.
- Möjliggör precisering av Xocalı-Gədəbəy-kulturens utbredningsområde och dess lokala särdrag.[4]
- Ger information om gravskick, social struktur, religiösa föreställningar och hantverk under epoken.[5]
- Innehåller exempel på materiell kultur (inklusive tidiga järnföremål) som återspeglar övergången från brons- till järnålder.
- Ger material för att studera regionens forntida befolkning och dess kulturella kontakter med andra regioner i Kaukasus.[15]

## Nuvarande tillstånd och skydd
Genom beslut av Azerbajdzjans ministerkabinett är Qazaxbəyli-gravfältet taget under statligt skydd som en arkeologisk fyndplats av nationell betydelse. Räddningsutgrävningarna som genomfördes 2019 i samband med vägbygget gjorde det möjligt att rädda en del av platsen från förstörelse och studera den vetenskapligt. Trots detta finns det fortfarande risk för ytterligare skador på området till följd av mänsklig påverkan (jordbruksverksamhet, infrastrukturutveckling). För att klarlägga platsens fulla potential och säkerställa dess långsiktiga bevarande är det nödvändigt att exakt fastställa dess gränser, upprätta en skyddszon och genomföra mer omfattande arkeologiska undersökningar i framtiden.